# René Brô
René Brô, eigentlich René Brault (* 21. November 1930 in Charenton-le-Pont bei Paris; † 6. Dezember 1986 in Courgeron, Gemeinde Le Pin-au-Haras, Département Orne) war ein französischer Maler.

## Leben und Werk
René Brô beendete seine normale Schulbildung als Vierzehnjähriger und besuchte danach verschiedene Kunstschulen. Als häufiger Besucher des Musée de l’Homme und des Louvre zeigte er sich besonders beeindruckt von Art brut und altägyptischer Kunst. Seine Arbeiten aus dieser Periode erinnern auch an Paul Klee.
1949, nach seiner ersten Ausstellungsteilnahme, trampte Brô gemeinsam mit seiner späteren Frau Micheline Breuil und Bernard Rousseau durch Italien und lernte in Florenz den österreichischen Maler Hundertwasser kennen, mit dem ihn in der Folge eine lebenslange Freundschaft verband. Gemeinsam mit Hundertwasser schuf er 1950 zwei Wandgemälde in einem alten Jagdpavillon der Familie Dumage in Saint-Mandé bei Paris, der später zerstört wurde. So kam das Wandgemälde La pêche miraculeuse in das KunstHausWien, das andere, Pays des arbres, des oiseaux et des poissons, in eine Synagoge in Long Island, New York.
Ab 1957 teilten die Freunde einige Jahre lang ein Atelier im Dorf Courgeron, das Brô später beibehielt.
1954 hatte Brô seine erste Einzelausstellung in Paris. 1964 war er Vertreter Frankreichs bei der Biennale Venedig. Ab 1968 lebte der Künstler zehn Jahre lang in Venedig, später führten ihn große Reisen unter anderem nach Tahiti.